# Christoph Friedrich von Derschau
Christoph Friedrich von Derschau (* 12. Januar 1714 in Königsberg; † 14. Dezember 1799 bei Aurich) war ein deutscher Dichter und von 1751 bis 1785 erster preußischer Regierungspräsident von Ostfriesland in Aurich.

## Leben

### Herkunft
Christoph Friedrich entstammte dem preußisch-kurländischem Adelsgeschlecht von Derschau und ist der Sohn von Albrecht Friedrich von Derschau (1674–1743) Vizepräsident des Königlichen Hofgerichts in Königsberg und Erbherr auf Sausgarten, Tolkheim und Suplitten. Seine Mutter war Luisa Christine von Negelein (1692–1736), die Tochter des Oberbürgermeisters von Königsberg Christoph Aegidius von Negelein (1668–1746).

### Werdegang
Derschau studierte an der Universität Königsberg Philosophie und Mathematik und ging nach achtjährigem Aufenthalt nach Berlin. In den Jahren 1735 und 1736 bereiste er unter anderem Holland. Nach seiner Rückkehr wurde er in Berlin nach einer persönlichen Begegnung mit König Friedrich Wilhelm zum Fähnrich ernannt. Er nahm an den ersten Feldzügen des schlesischen Krieges teil. Im Jahre 1742 verließ er die Armee als Leutnant und wurde Konsistorialrat und Assessor der Oberamtsregierung in Glogau. Er wurde 1749 geheimer Regierungsrat in Kleve und 1751 preußischer Regierungspräsident von Ostfriesland in Aurich. Er wurde im Jahre 1785 auf Wunsch aus dem Dienst entlassen und zog sich auf sein Landgut Wilhelminenholz bei Aurich zurück, wo er 1799 starb.
Er wurde durch mehrere Dichtungen bekannt. König Friedrich II. zählte ihn in seiner Schrift Über die deutsche Literatur von 1780 wegen seines Gedichts über die zu Emden errichtete Handelskompanie zu den vorzüglichsten Dichtern seiner Zeit.

### Familie
Christoph Friedrich von Derschau war seit 1759 mit Juliane Sophie von Wedel (1734–1774), Tochter des Grafen Anton Franz von Wedel (1707–1788), verheiratet. Die Ehe blieb kinderlos. Seine Schwester Marie Charlotte war mit den Generalmajor Christoph Ehrenreich von der Trenck verheiratet und Mutter des bekannten Abenteurers Friedrich von der Trenck.

## Werke (Auswahl)
- Der adeliche Freyer. Ein neues Lustspiel. Stettin 1751.
- Orest und Pylades oder: Das Denkmaal der Freundschaft. Ein Trauerspiel in Versen. Krauss, Wien 1756.
- Der Tempel der Gerechtigkeit. 2 Bände. Decker, Berlin/Leipzig 1758. (Digitalisat)
- Lutheriade. 2 Theile. Luschky, Aurich 1760–1761.
- Andenken an meine Freunde. Luschky, Aurich 1772.
- Betrachtungen eines Greisen über die Religion. Borgeest, Aurich 1785. (Digitalisat)
- Neue Muthmaßung von den an der Kirche zu Marienhafe in OstFriesland befindlichen steinernen Bildern. Borgeest, Aurich 1787. (Digitalisat)
- Kleine theologische Aufsätze eines Layen. Franzen & Grosse, Stendal 1796. (Digitalisat)
- Ueber Gleichheit, Freyheit und Demokratie. Tapaper, Aurich 1799. (Digitalisat)